# قرار مجلس الأمن التابع للأمم المتحدة رقم 1047
قرار مجلس الأمن التابع للأمم المتحدة رقم 1047، المتخذ بالإجماع في 29 شباط / فبراير 1996، بعد التذكير بالقرارات 808 (1993)، 827 (1993)، 936 (1994) و955 (1994)، عين المجلس لويز آربور مدعية عامة في المحكمة الجنائية الدولية لرواندا والمحكمة الجنائية الدولية ليوغوسلافيا السابقة.
أشار المجلس إلى استقالة المدعي العام السابق، ريتشارد غولدستون، اعتبارًا من 1 أكتوبر 1996، وقرر أن تبدأ فترة ولاية لويز آربور، القاضية الكندية، في ذلك التاريخ.

## روابط خارجية
- نص القرار في undocs.org